# Nuthe-Urstromtal
Nuthe-Urstromtal is een gemeente in de Duitse deelstaat Brandenburg, en maakt deel uit van de Landkreis Teltow-Fläming.
Nuthe-Urstromtal telt 6.565 inwoners.

## Indeling van de gemeente
De gemeente werd op 5 december 1993 gevormd en bestaat uit de volgende 23 (plattelands)dorpen:
- Ahrensdorf, Berkenbrück, Dobbrikow, Dümde
- Felgentreu, Frankenförde, Gottow, Gottsdorf
- Hennickendorf, Holbeck, Jänickendorf, Kemnitz
- Liebätz, Lynow, Märtensmühle, Nettgendorf
- Ruhlsdorf, Scharfenbrück, Schönefeld, Schöneweide
- Stülpe, Woltersdorf en Zülichendorf.

Het gemeentebestuur zetelt in Ruhlsdorf.
Woltersdorf heeft ruim 1000 inwoners en is verreweg het grootste dorp in de gemeente.

## Geografie
De gemeente ligt 40 à 50 km ten zuiden van Berlijn. De buurgemeente Luckenwalde wordt aan de west-, zuid- en oostkant door Nuthe-Urstromtal omgeven. Ruhlsdorf (3½ km N) en Woltersdorf (3½ km NO) liggen niet ver van het stadje Luckenwalde. Ten noorden van Nuthe-Urstromtal ligt het stadje Trebbin.
Zoals de naam al zegt, ligt de gemeente in een zogenaamd oerstroomdal. De Nuthe, die evenals haar rechter zijbeek Hammerfließ door Nuthe-Urstromtal stroomt, is een 66½ km lang, onbevaarbaar zijriviertje van de Havel. In de gemeente is veel bos en ander natuurschoon aanwezig.

## Geschiedenis
Het dorp Felgentreu lag vóór de Tweede Wereldoorlog op een locatie waar de nazi's in nazi-Duitsland een krijgsgevangenkamp, Stalag III A, hadden, dat later geheel is gesloopt. Zie onder Luckenwalde: Geschiedenis.

## Infrastructuur

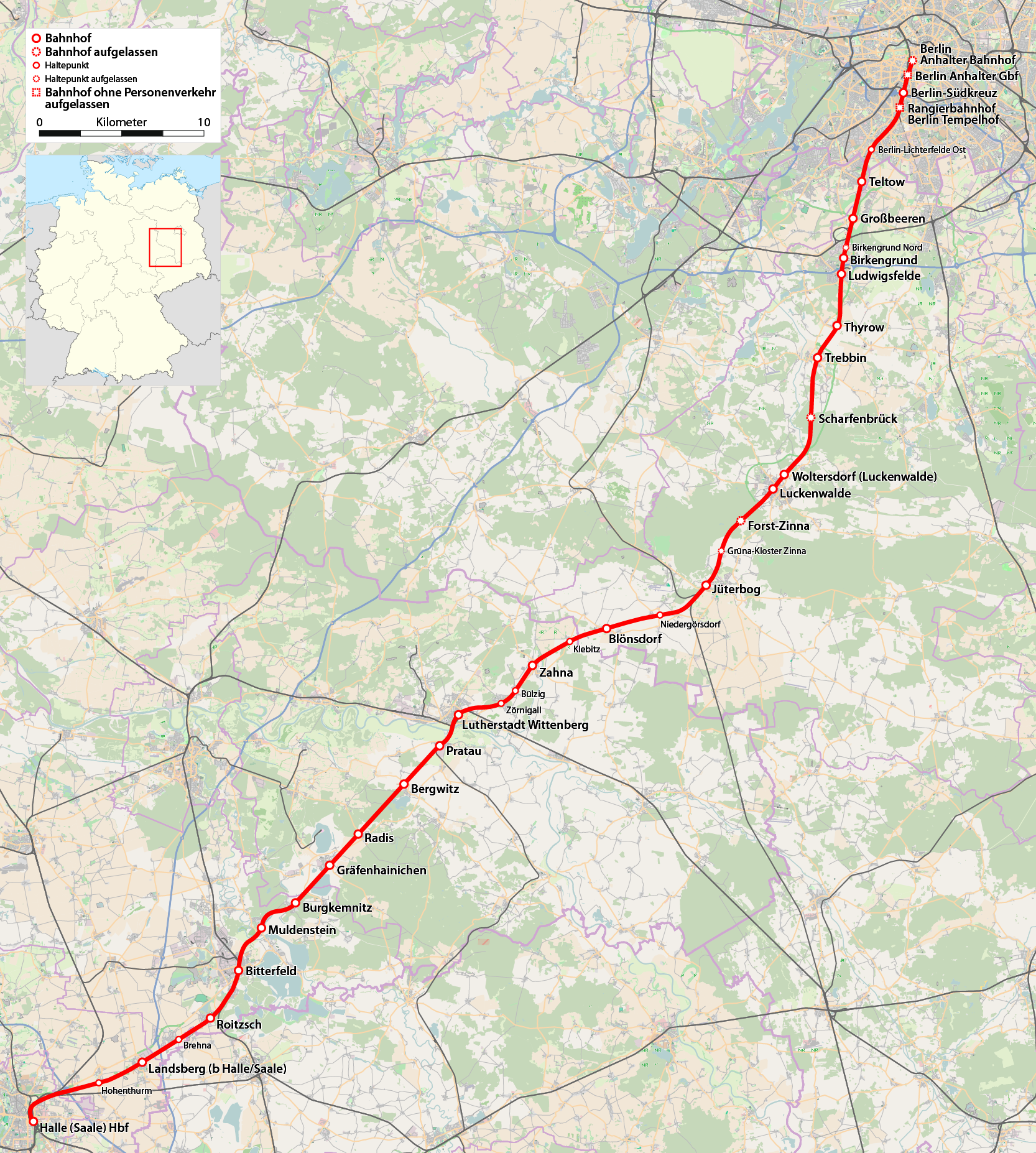
Kaart spoorlijn Berlijn - Halle
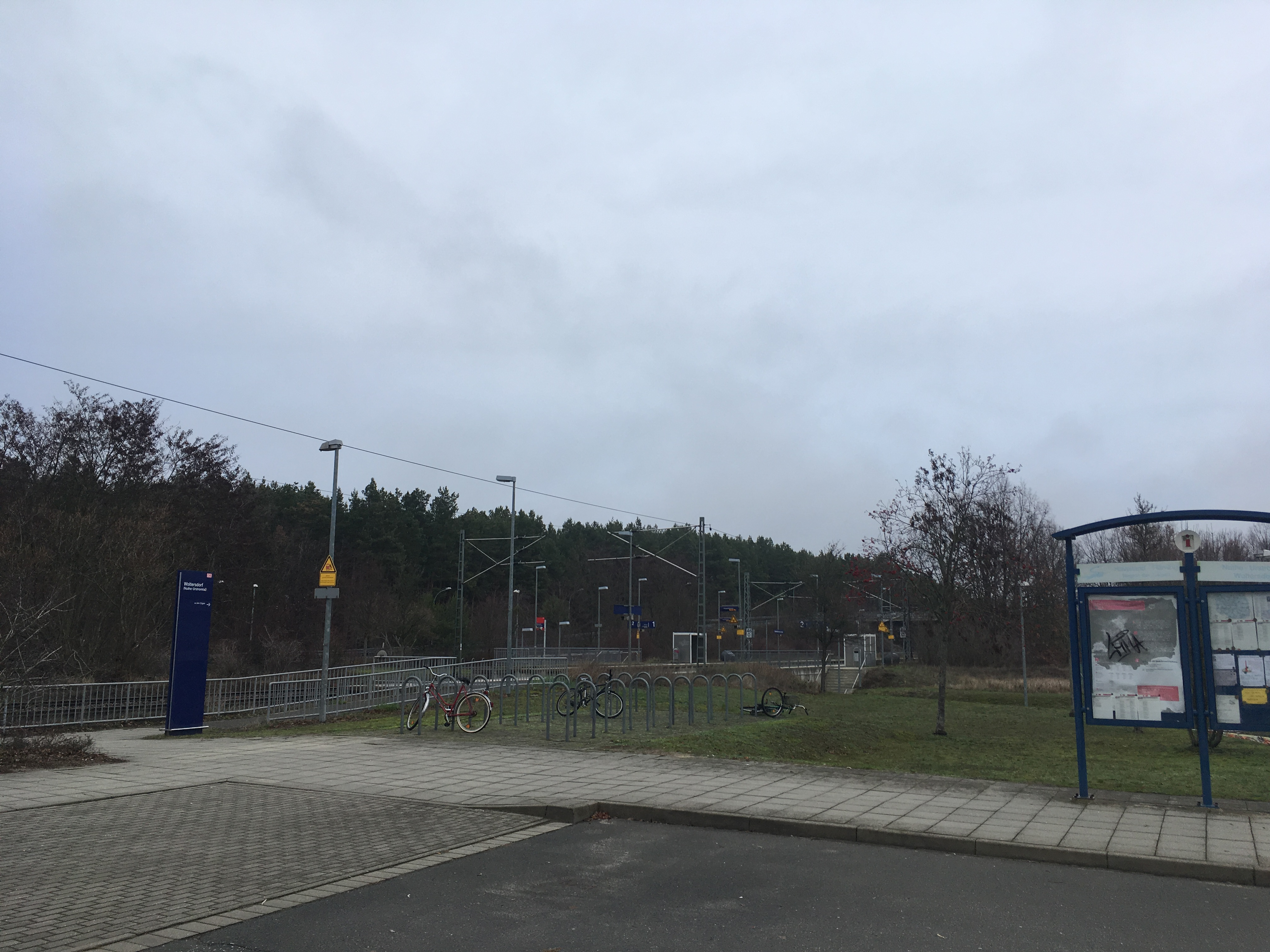
Spoorweghalte Woltersdorf

De Bundesstraße 101 loopt door de gemeente, o.a. langs Woltersdorf en Rohlsdorf.
Aan de spoorlijn Berlijn - Halle ligt de spoorweghalte Woltersdorf/Nuthe-Urstromtal, 3½ km ten noordoosten van Luckenwalde.

## Afbeeldingen

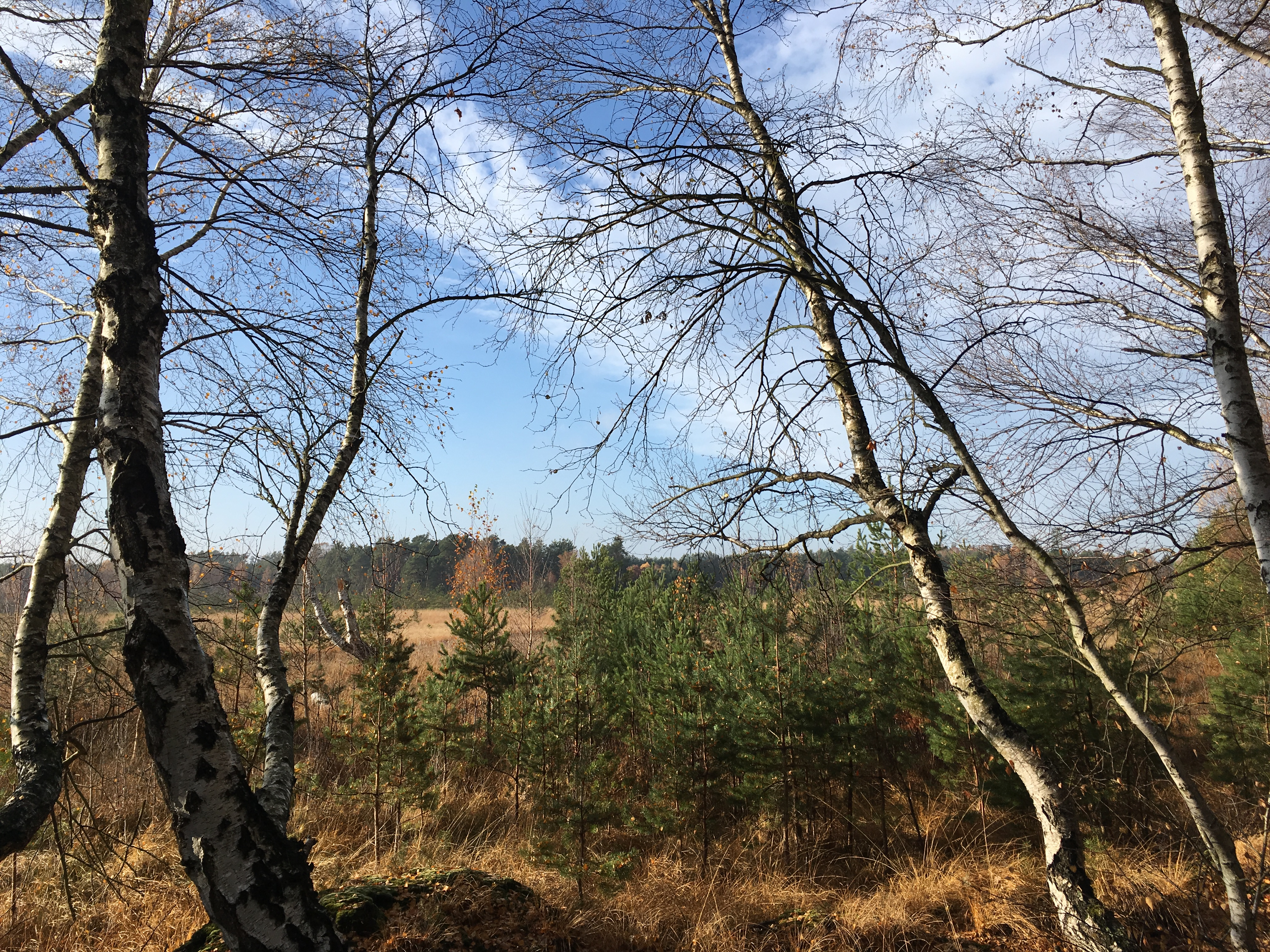
Veengebied (natuurreservaat) Rauhes Luch
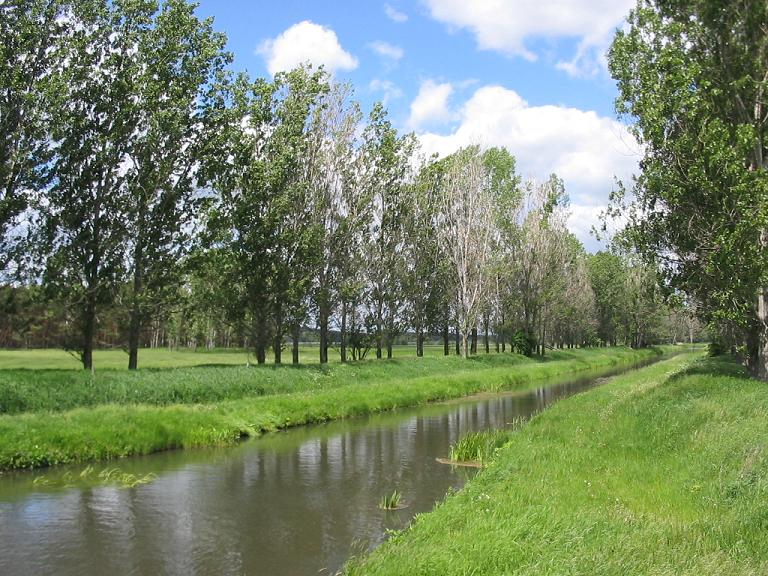
De rivier de Nuthe bij Ahrensdorf
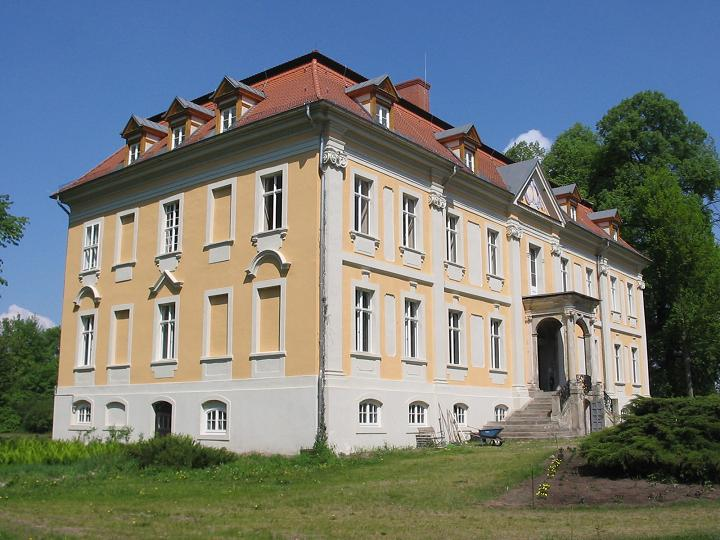
Landhuis Schloss Stülpe
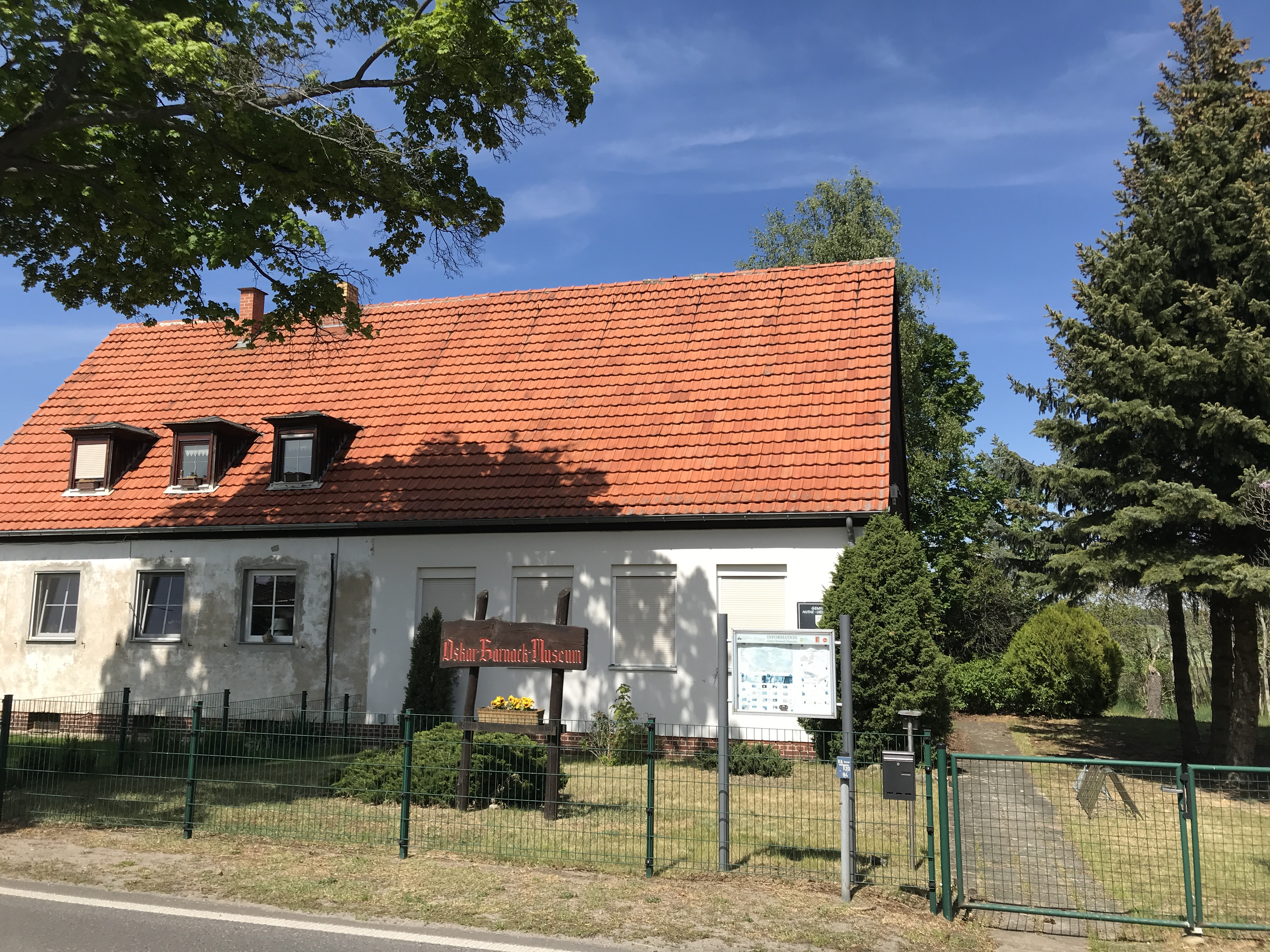
Lynow, Oskar-Barnack-Museum
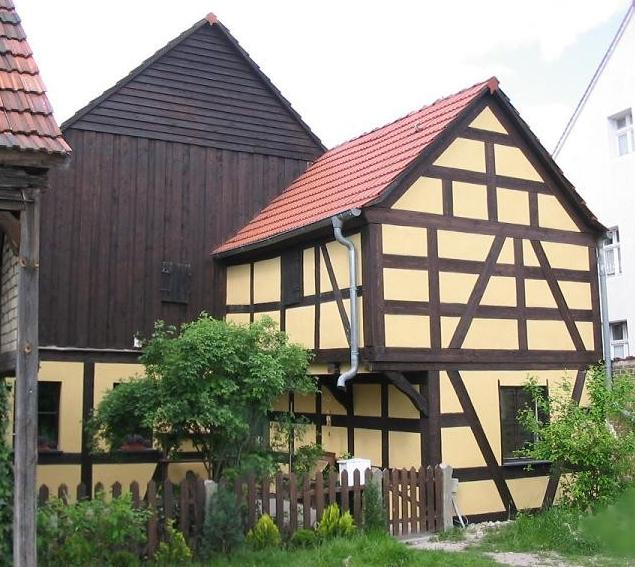
Boerderij Spiekerhus, Kemnitz
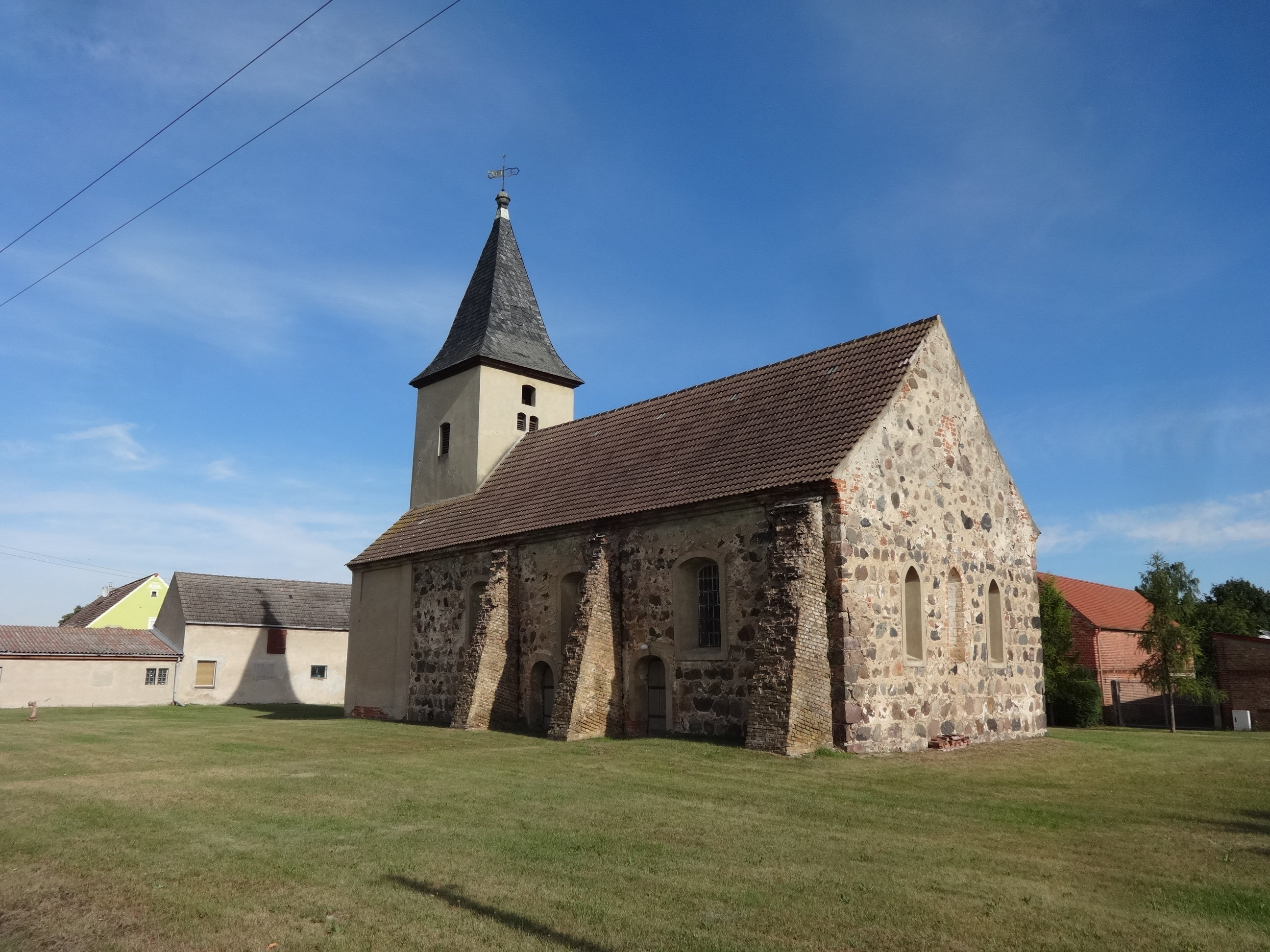
14e-eeuws dorpskerkje van Kemnitz

## Geboren in Nuthe-Urstromtal
- Oskar Barnack (geboren op 1 november 1879 te Lynow; overleden op 16 januari 1936 in Bad Nauheim), uitvinder van de kleinbeeldcamera; aan hem is te Lynow een klein museum gewijd.
- Rudi Dutschke (1940-1979), te Schönefeld, bekendste studentenleider uit de jaren 1960.

## Demografie
- Ontwikkeling van de bevolking sinds 1875 binnen de huidige grenzen (blauwe lijn: Bevolking; stippellijn: Vergelijking van de ontwikkeling van de bevolking van de deelstaat Brandenburg, Grijze achtergrond: tijdens de nazi-regering, Rode achtergrond: tijdens de communistische regering)
- Recente ontwikkeling van de bevolking (blauwe lijn) en prognoses (stippelijn)

| Jaar | Inwoners |
| ---- | -------- |
| 1875 | 7 171    |
| 1890 | 7 238    |
| 1910 | 7 516    |
| 1925 | 7 594    |
| 1939 | 8 108    |
| 1950 | 10 284   |
| 1964 | 8 287    |

| Jaar | Inwoners |
| ---- | -------- |
| 1971 | 8 025    |
| 1981 | 7 543    |
| 1985 | 7 325    |
| 1990 | 7 047    |
| 1995 | 7 148    |
| 2000 | 7 371    |
| 2005 | 7 165    |

| Jaar | Inwoners |
| ---- | -------- |
| 2010 | 6 790    |
| 2015 | 6 703    |
| 2016 | 6 623    |
| 2017 | 6 578    |
| 2018 | 6 603    |
| 2019 | 6 564    |
| 2020 | 6 565    |

Gegevensbronnen worden beschreven in de Wikimedia Commons..